# Alexandra Habermann
Alexandra Habermann (* 31. Oktober 1937 in Berlin) ist eine deutsche Bibliothekarin und war zuletzt stellvertretende Bibliotheksdirektorin der Universitätsbibliothek der Technischen Universität Berlin.

## Leben und Wirken
Alexandra Habermann studierte Soziologie sowie Volks- und Betriebswirtschaftslehre. 1966 legte sie die Prüfung als Diplom-Soziologin ab. Von 1966 bis 1970 arbeitete sie als wissenschaftliche Angestellte an der Universitätsbibliothek der Freien Universität Berlin bzw. der Staatsbibliothek zu Berlin. Als Bibliotheksreferendarin an der Universitätsbibliothek der Technischen Universität Berlin trat sie 1970 in die Ausbildung für den höheren Bibliotheksdienst ein und legte 1972 die Fachprüfung bei der Staats- und Universitätsbibliothek Hamburg ab. Von 1972 bis 2001 war sie dann als wissenschaftliche Bibliothekarin an der Universitätsbibliothek der Technischen Universität Berlin tätig. Zur Bibliotheksdirektorin ernannt war sie von 1989 bis 2001 die stellvertretende Direktorin dieser Bibliothek.
Alexandra Habermann wirkte längere Zeit aktiv in verschiedenen Gremien des Vereins Deutscher Bibliothekare. In ihren Veröffentlichungen beschäftigt sie sich intensiv mit der beruflichen Rolle und Tätigkeiten des wissenschaftlichen Bibliotheksdienstes. Besonders hervorzuheben sind die beiden von ihr miterarbeiteten biographischen Lexika der deutschen wissenschaftlichen Bibliothekare.

## Veröffentlichungen
- (mit Frank Heidtmann): Wie finde ich soziologische Literatur? (Orientierungshilfen, Bd. 1). Berlin Verlag, Berlin 1974, ISBN 3-87061-190-1 (2. Aufl. 1976, ISBN 3-87061-089-1).
- Berufschancen für Absolventen der bibliothekarischen Ausbildungsstätten. Untersuchung über den Bedarf an Bibliothekaren im höheren Dienst an Wissenschaftlichen Bibliotheken. In: Paul Kaegbein (Hrsg.): Bibliotheken als Informationsvermittler. Probleme und Modelle (= Zeitschrift für Bibliothekswesen und Bibliographie, Sonderhefte 28). Klostermann, Frankfurt/M. 1979, S. 224–238, ISBN 3-465-01369-7.
- Nachwuchs und Bedarf an Bibliothekaren des höheren Dienstes an wissenschaftlichen Bibliotheken. Eine Untersuchung über die Berufschancen für Absolventen der bibliothekarischen Ausbildungsstätten. In: Jürgen Hering (Hrsg.): Etatkürzungen und Öffentlichkeitsarbeit. Bibliotheken im Umbruch? (= Zeitschrift für Bibliothekswesen und Bibliographie, Sonderhefte, Bd. 38). Klostermann, Frankfurt/M. 1983, S. 165–174, ISBN 3-465-01566-5.
- (mit Rainer Klemmt u. Frauke Siefkes): Lexikon deutscher wissenschaftlicher Bibliothekare 1925–1980 (= Zeitschrift für Bibliothekswesen und Bibliographie, Sonderhefte, Bd. 42). Klostermann, Frankfurt/M. 1985, ISBN 3-465-01664-5.
- Die Rolle von Bibliothekaren und Sammlern im wissenschaftlichen Leben der Weimarer Republik. Eine biographische Annäherung (= Kleine historische Reihe der Zeitschrift Laurentius, Bd. 6). Laurentius-Vertrieb, Seelze 1994.
- Statistische Impressionen – Oder: Die Durchleuchtung des Personalverzeichnisses des Jahrbuchs der Deutschen Bibliotheken 1993. In: Hans-Joachim Wätjen (Hrsg.): Zwischen Schreiben und Lesen. Perspektiven für Bibliotheken, Wissenschaft und Kultur. Festschrift zum Geburtstag von Hermann Havekost. BIS Bibliotheks- und Informationssystem der Universität Oldenburg 1995, S. 39–50, ISBN 3-8142-0516-2.
- (Mitarb.): Arbeitsplatzbewertung für den wissenschaftlichen Bibliotheksdienst (AWBD). Beiträge zur Beschreibung und Bewertung von Arbeitsplätzen nach den Vergütungsgruppen IIa bis I des Bundes-Angestelltentarifvertrages (BAT) (= DBI-Materialien, Bd. 158). Deutsches Bibliotheksinstitut, Berlin 1997, ISBN 3-87068-958-7.
- Der Stadtbibliothekar – die Stadtbibliothekarin. Der Beginn der Professionalisierung bibliothekarischer Tätigkeit im Kaiserreich. In: Jörg Fligge (Hrsg.): Stadt und Bibliothek. Literaturversorgung als kommunale Aufgabe im Kaiserreich und in der Weimarer Republik (= Wolfenbütteler Schriften zur Geschichte des Buchwesens, Bd. 25). Harrassowitz, Wiesbaden 1997, S. 379–400, ISBN 3-447-03885-3.
- Der wissenschaftliche Bibliothekar. Zur Professionalisierung eines Berufs. In: Engelbert Plassmann, Ludger Syré (Hrsg.): Verein Deutscher Bibliothekare 1900–2000. Festschrift. Harrassowitz, Wiesbaden 2000, S. 41–58, ISBN 3-447-04247-8.
- (mit Peter Kittel): Lexikon deutscher wissenschaftlicher Bibliothekare. Die wissenschaftlichen Bibliothekare der Bundesrepublik Deutschland (1981–2002) und der Deutschen Demokratischen Republik (1948–1990) (= Zeitschrift für Bibliothekswesen und Bibliographie, Sonderhefte, Bd. 86). Klostermann, Frankfurt/M. 2004, ISBN 3-465-03343-4.
- Paul Schwenkes nebenamtliches Wirken. Sein Beitrag zur Professionalisierung des bibliothekarischen Berufs. In: Bibliothek und Wissenschaft, Bd. 38 (2005), S. 53–68.
- Wanderer zwischen zwei Welten – über die innere Zerrissenheit von Menschen im Kalten Krieg. In: Peter Vodosek (Hrsg.): Bibliotheken, Bücher und andere Medien in der Zeit des Kalten Krieges (= Wolfenbütteler Schriften zur Geschichte des Buchwesens, Bd. 40). Harrassowitz, Wiesbaden 2005, S. 81–113, ISBN 3-447-05287-2.